# Garden City (Il Cairo)
Garden City (in arabo  جاردن سيتي‎?) è un quartiere residenziale del Cairo che si trova sulla sponda est del Nilo e a sud del centro della capitale egiziana.

## Descrizione
Garden City è un quartiere abitato per lo più da persone abbienti, inclusi molti stranieri. Caratterizzato da strade alberate, eleganti e generalmente poco trafficate, la zona ha vie dalla forma circolare di dimensioni e curvature diverse che si intersecano tra loro in un elegante disegno. Il quartiere è formato da molte ville e da palazzine di 4 o 5 piani. Oggi vi si trovano anche dei palazzi molto alti, per lo più costruiti di recente. Molte delle zone di Garden City mantengono tutt'oggi un aspetto di chiara matrice europea, secondo la volontà degli architetti e degli urbanisti che la progettarono. 
Garden City è sede di alcune importanti ambasciate, tra queste, l'ambasciata Italiana in Egitto si trova su Nile Corniche, l'ampia strada che costeggia la riva orientale del Nilo. Anche l'ambasciata britannica si trova a Garden City.

## Storia

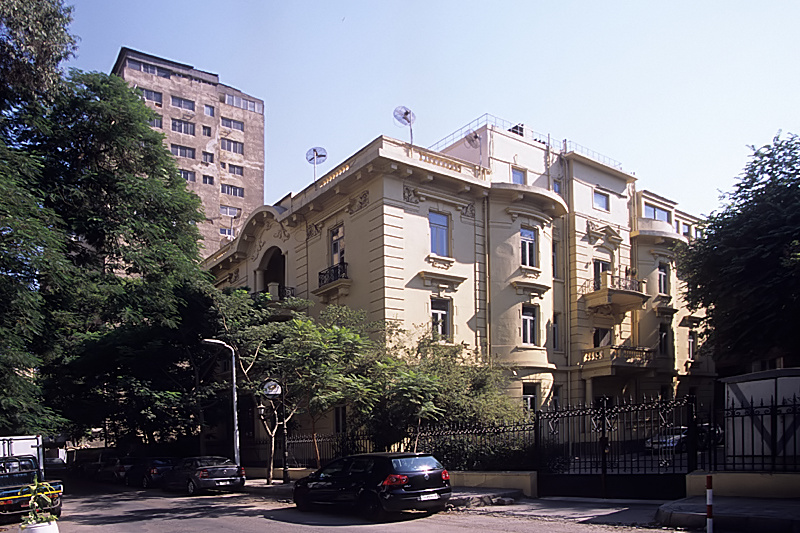
Villa Choukair, presso Garden City, Il Cairo

La zona dove attualmente sorge il quartiere di Garden City era originariamente parzialmente paludosa e non adatta ad ampi insediamenti urbani. Durante il regno di Mehmet Ali, nella prima metà del XIX secolo, le paludi vennero bonificate e in parte riconvertite in campi agricoli. Nel 1905, la compagnia Nile Land & Agricultural acquistò i terreni, allora appartenenti ai domini reali, e vi progettò il nuovo distretto residenziale di Garden City.

### La nuova Garden city
Nell'agosto del 2018 il primo ministro Moustafa Madbouly ha annunciato che il Governo prevede la costruzione di una Nuova Garden City nella nuova capitale amministrativa del Cairo (New Capital) che è attualmente in costruzione a circa 60 km ad est de Il Cairo; secondo la stessa fonte, la Nuova Garden city avrà 23.000 unita immobiliari ed ospiterà hotel di lusso.